# 圣类思公撒格圣殿主教座堂
圣类思公撒格圣殿主教座堂（葡萄牙语：Catedral Basílica São Luís Gonzaga；英语：Cathedral Basilica of St. Louis Gonzaga）是天主教新汉堡教区的主教座堂、宗座圣殿，位于南里奧格蘭德州新汉堡（Novo Hamburgo）。
该堂于1924年1月7日动工，占地9.650m ²。有3个中殿，长25米，宽18米，由建筑师 Jose Lutzenberger设计。1952年6月6日，天主教阿雷格里港总教区总主教Dom Vicente Scherer为该堂祝圣。
1959年，意大利画家 Aldo Locatelli 为该堂主保圣人圣类思·公撒格画像。1980年3月30日，天主教新汉堡教区成立，该堂遂升格为主教座堂。

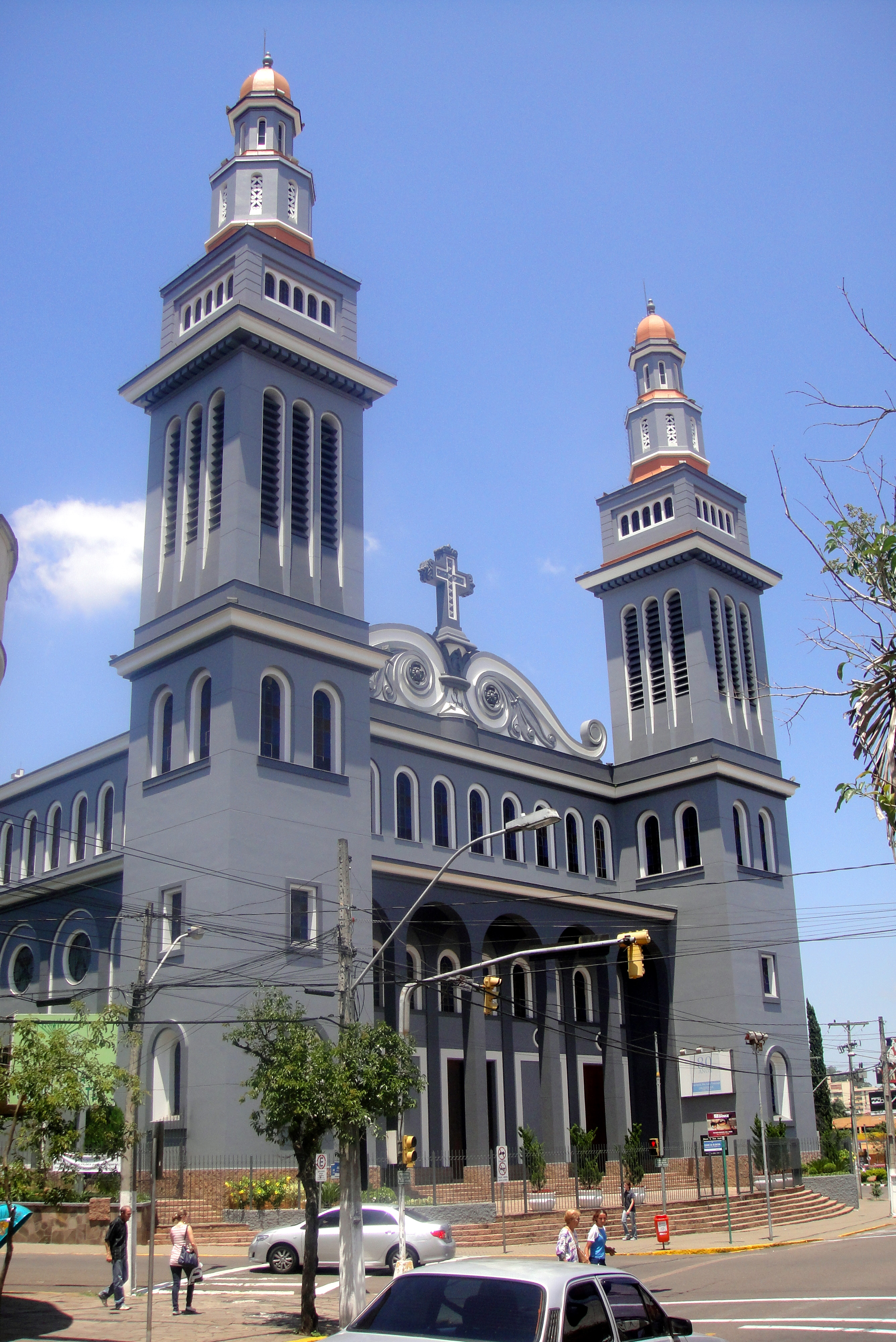
圣类思公撒格圣殿主教座堂